# Aérodrome de Land's End
L'aérodrome de Land's End (code IATA : LEQ • code OACI : EGHC), situé près de St Just en Penwith, 9 km à l'ouest de Penzance, , dans les Cornouailles, Grande-Bretagne. L'aéroport est détenue par les Îles de Scilly Steamship Company (CISS). Le CISS, filiale de la Terre la Fin de l'Airport Limited exploite l'aéroport, et une autre filiale, Îles de Scilly Skybus, l'exploitation d'un service régulier de passagers à sainte-Marie, dans les Scilly/Sorlingues ainsi que des vols panoramiques autour de l'ouest de Penwith.

## Situation

### Carte des aéroports commerciaux d'Angleterre
| Birmingham Bournemouth Bristol Doncaster · Sheffield Durham · Tees Valley East Midlands Exeter Humberside Land's · End Leeds-Bradford Liverpool L.-City L.-Gatwick L.-Heathrow L.-Luton L.-Southend L.-Stansted Lydd Manchester Newcastle · Upon Tyne Newquay · Cornouailles Norwich Southampton St Mary des Sorlingues Carlisle Lake |

## Statistiques
Pour des raisons techniques, il est temporairement impossible d'afficher le graphique qui aurait dû être présenté ici.

Voir la requête brute et les sources sur Wikidata.

## Compagnies aériennes et destinations
| Compagnies             | Destinations                  |
| ---------------------- | ----------------------------- |
| Isles of Scilly Skybus | St Mary des Sorlingues/Scilly |

Édité le 19/01/2019  Actualisé le 11/04/2023